# Tu mi perdición
Tu mi perdición è un singolo della cantante Italiana Arisa, pubblicato l'8 luglio 2022.

## Descrizione
Il brano è cantato interamente in lingua spagnola. La cantante ha giustificato questa scelta:

## Video musicale
Il video, diretto da Corrado Podda, è stato pubblicato il 19 agosto  2022 attraverso il canale YouTube della cantante.

## Tracce
Testi e musiche di Rosalba Pippa, Giuseppe D'Albenzio, Ornella Felicetti, Giuseppe Barbera e Paco Martucci.
1. Tu mi perdición – 3:49